# الاحتجاجات الطلابية المؤيدة لفلسطين في جامعة أمستردام 2024
في 6 مايو 2024، أنشأ طلاب جامعة أمستردام مخيمًا احتجاجيًا مؤيدًا للفلسطينيين في حرم جامعة روترسايلاند لدعم الفلسطينيين في غزة ومطالبة المسؤولين باتخاذ إجراءات. وهذا هو الحدث الأول في سلسلة من الاحتجاجات المؤيدة للفلسطينيين في الجامعات في هولندا. في 7 مايو تم اعتقال 169 شخصًا عندما استخدمت الشرطة جرافة لتحطيم الحواجز بعد أن رفض المتظاهرون المغادرة.
ردًا على الاحتجاجات، نشرت جامعة أمستردام قائمة بالتعاون مع المؤسسات والجامعات الإسرائيلية. وقدرت الجامعة خسائرها الناتجة عن الاحتجاجات بنحو 1.5 مليون يورو بعد الأسبوع الأول من اندلاعها.

## خلفية

### تصاعد الاحتجاجات
تصاعدت الاحتجاجات المؤيدة للفلسطينيين في الجامعات في أبريل 2024، وانتشرت في الولايات المتحدة ودول أخرى كجزء من المظاهرات على الحرب الإسرائيلية على قطاع غزة 2023. بدأ تصعيد الاحتجاجات بعد الاعتقالات الجماعية في جامعة كولومبيا، بقيادة الجماعات المناهضة للصهيونية، والتي طالب فيها المتظاهرون بسحب استثمارات الجامعات من إسرائيل بسبب الإبادة الجماعية للفلسطينيين. تم القبض على أكثر من 2950 متظاهرًا في الولايات المتحدة،  بما في ذلك أعضاء هيئة التدريس والأساتذة،  في أكثر من 60 حرمًا جامعيًا. في 7 مايو انتشرت الاحتجاجات في جميع أنحاء أوروبا رافقتها اعتقالات جماعية في هولندا. وبحلول منتصف مايو تم أيضًا إنشاء 20 معسكرًا في المملكة المتحدة، وفي جامعات في أستراليا وكندا. وقد أشار بعض المتظاهرين إلى الحركة باسم "الانتفاضة الطلابية".

## الجدول الزمني

### 6-7 مايو: المخيم الأول والثاني

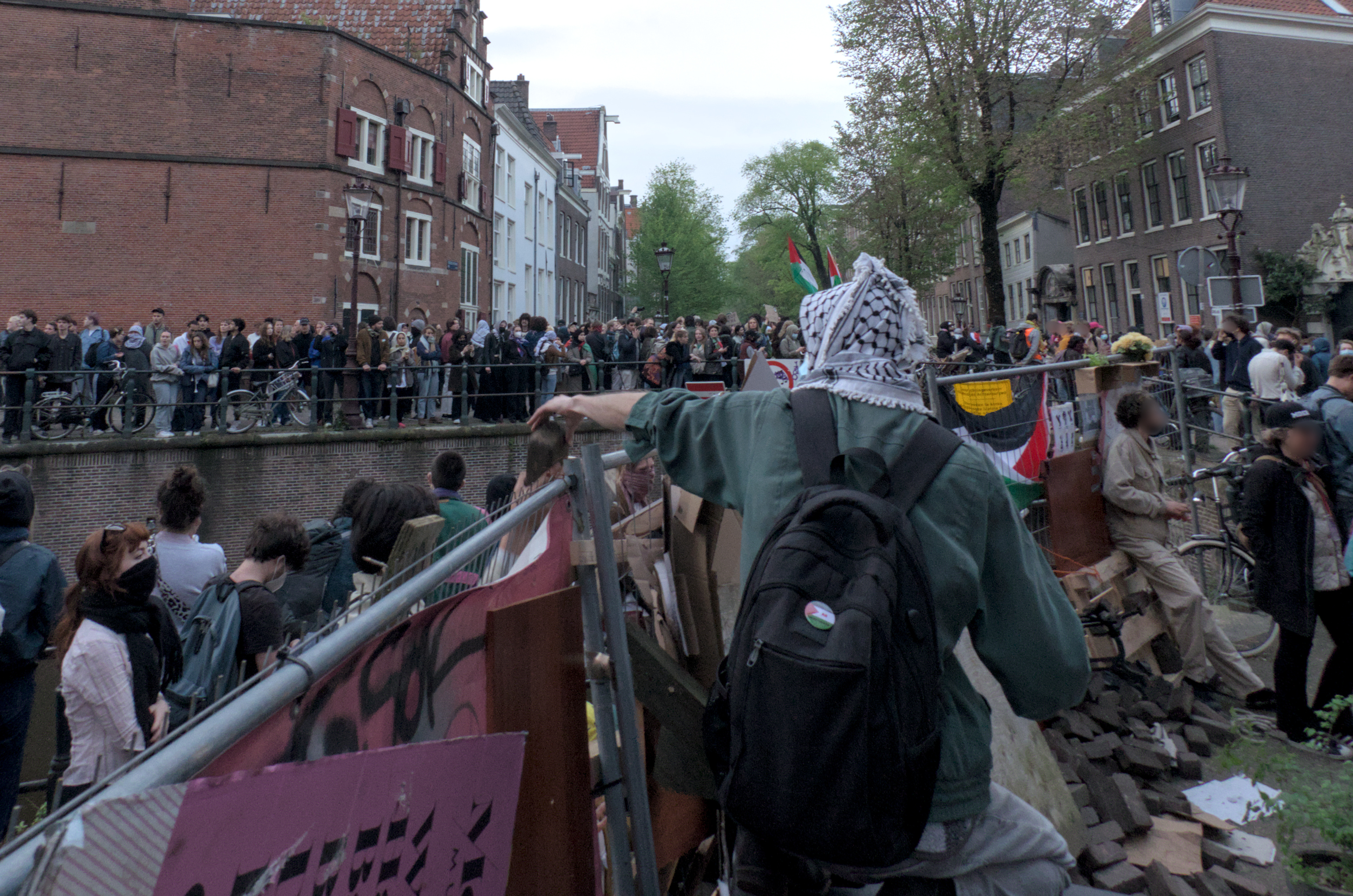
المتاريس في أوديمانهويسبورت في 7 مايو

شهدت جامعة أمستردام، وتحديدًا في حرم رويترسايلاند، في السادس من مايو عام 2024، تجمهرًا طلابيًا حاشدًا، احتجاجًا على علاقات الجامعة مع المؤسسات والشركات الإسرائيلية، مطالبين بقطعها والكشف عنها.
أقام الطلاب مُخيّمًا داخل حرم الجامعة، مُحاطًا بحواجز أمنية مُشيدة من الطوب والألواح الخشبية والحبال. وفي وقت لاحق من تلك الليلة، حاولت مجموعة مؤيدة لإسرائيل الدخول في مواجهة مع الطلاب المُعتصمين، مُستخدمةً المشاعل والألعاب النارية، إلا أن الطلاب تصدوا لهم وأبعدوهم عن مُخيّمهم، وسط غيابٍ تام لتدخل الشرطة.
مع حلول الظلام، ساد الهدوء أرجاء المُخيّم، واتخذ معظم الطلاب من الخيام مأوىً لهم. إلا أن هدوء الليل لم يدم طويلًا، فبعد مُنتصف ليل السابع من مايو، داهمت قوات من شرطة مكافحة الشغب المُخيّم، مُستعينةً بالكلاب البوليسية، بهدف إخلائه. استخدمت الشرطة الجرافات لهدم الحواجز، في حين حاول بعض الطلاب التصدي لهم،  مما أدى إلى وقوع اشتباكات عنيفة أسفرت عن اعتقال 169 شخصًا،  من بينهم عضو في مجلس مقاطعة جيلديرلاند. وأُصيب خلال الاشتباكات متظاهر واحد على الأقل في رأسه،  بالإضافة إلى إصابة أحد رجال الشرطة. وبحلول الساعة الرابعة والنصف صباحًا، كان مُعظم المُحتجين قد غادروا المكان.
عند الساعة الرابعة مساًء من اليوم نفسه، عاد أكثر من ألف شخص للتجمع في حرم "رويترسايلاند" مُنددين برد فعل الجامعة ومُطالبتها الشرطة بإخلاء المُخيّم. اتجه المتظاهرون بعد ذلك إلى حرم "أوديمانهويسبورت" حيث سيطروا على المباني وأقاموا مُخيّمًا جديدًا، مُحصنين أنفسهم بحواجز مُشيدة من طوب الأرصفة، ورفوف الدراجات، والمكاتب، والألواح الخشبية، وغيرها من المواد المُتاحة، مُغلقين جميع الطرق المؤدية إلى المُخيّم. تضامنًا معهم، تجمع عدد من المُؤيدين خارج المُخيّم، مرددين هتافات المُعتصمين.، واستمر المخيم طوال الليل دون تدخل من الشرطة.

### 8-9 مايو: الإخلاء الثاني واستمرار المظاهرات

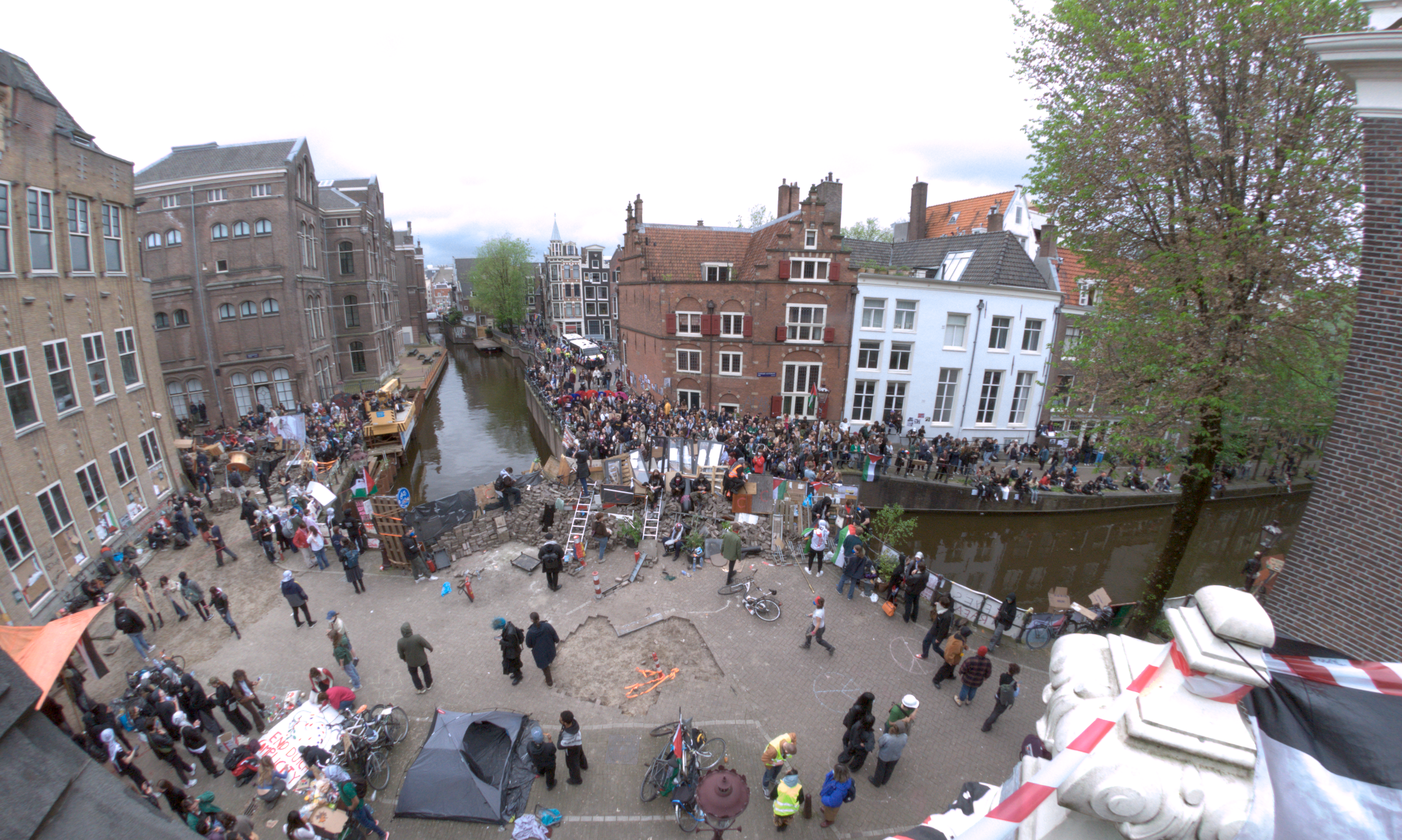
نظرة عامة على حواجز أوديمانهويسبورت في 8 مايو

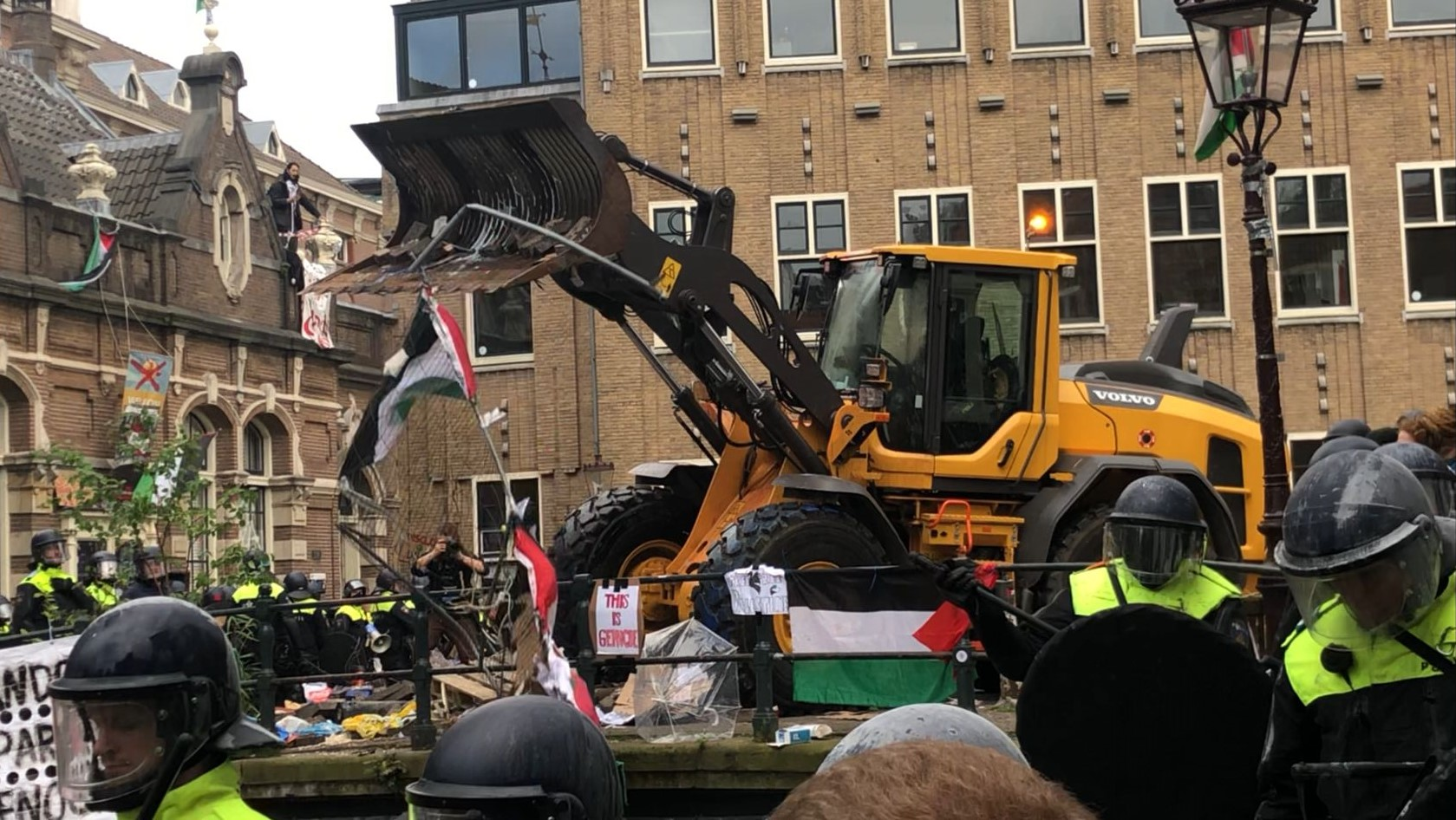
جرافة تهدم حاجزًا في غريمبورجوال في 8 مايو

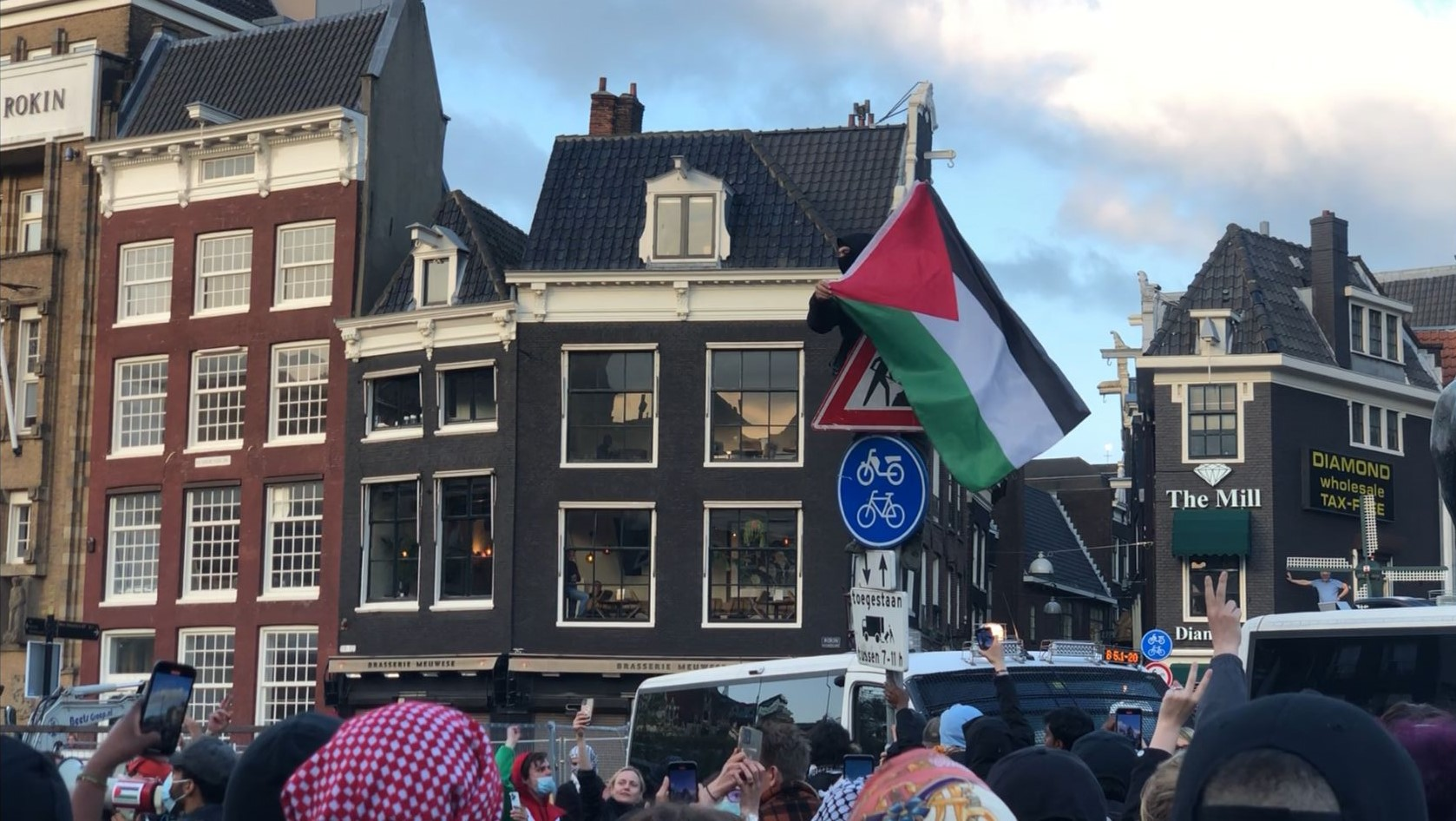
اعتلى أحد المتظاهرين قمة عمود إشارة المرور في روكين ولوح بالعلم الفلسطيني في 8 مايو

أصدر المجلس التنفيذي لجامعة أمستردام بيانًا في الثامن من مايو، أعلن فيه عن إجراء مناقشة بينه وبين مُمثلين عن المُحتجين صباح ذلك اليوم، على أن تُعقد جلسة حوار أخرى في وقت لاحق من بعد الظهر. إلا أنه وبعد وقت قصير من صدور البيان، اقتحمت قوات مكافحة الشغب المُخيّم مُجددًا، مُستخدمةً الجرافات لإزالة الحواجز، قبل أن تُحاصر المُحتجين وتُجبرهم على المغادرة. وأفاد شهود عيان بتعرض بعض المُحتجين للاعتداء من قبل الشرطة خلال عملية الإخلاء.
لم يستسلم المُحتجون، بل انتقلوا إلى منطقة روكين، بالقرب من حرم أوديمانهويسبورت، مُغلقين شارع دامراك، أحد الشوارع الرئيسية في وسط مدينة أمستردام. استمرت المُظاهرة في روكين لساعات، قبل أن تُهاجمها الشرطة مُستخدمةً شاحنات مُجهزة للفض، والهراوات، والكلاب البوليسية، لتفريق المُحتجين الذين انتهى المطاف ببعضهم في ساحة رامبرانت، حيث بدأت حدّة المُظاهرة بالانحسار. وبحلول نهاية الليل، كانت الشرطة قد اعتقلت 36 شخصًا، في حين أُصيب خمسة من ضباط الشرطة على الأقل، بالإضافة إلى إصابة مُحتجين اثنين على الأقل،  مع عدم توفر معلومات دقيقة عن العدد الإجمالي للمُصابين من المُحتجين.
في التاسع من مايو، نُظمت مُظاهرة جديدة انطلقت من حرم رويترسايلاند، شارك فيها آلاف المُحتجين الذين جابوا شوارع المدينة،  قبل أن تُلقي الشرطة القبض على ثلاثة منهم. وعلى إثر ذلك أعلنت الجامعة عن إغلاق مُعظم مبانيها لبقية الأسبوع.

### 13-17 مايو: المخيم الثالث والرابع
في أعقاب إضراب وطني شارك فيه ما يقرب من ألف طالب وموظف في 13 مايو،  أقدم طلاب جامعة أمستردام على احتلال مباني الحرم الجامعي. وإثر ذلك، تدخلت قوات من شرطة مكافحة الشغب لفض الاحتجاجات في أمستردام، حيث قامت "بطرد المئات" من الأشخاص،  مما دفع الجامعة لإغلاق أبوابها ليومين بعد تجدد محاولات احتلال الحرم الجامعي. وانتقلت الاحتجاجات في أمستردام لتتركز في أوستربارك. وقدمت جامعة أمستردام شكاوى ضد العديد من المتظاهرين، شكاوىوتم إلقاء القبض على أحدهم، بينما لا يزال التحقيق جاريًا لتحديد ما إذا كان سيتم توجيه اتهامات لآخرين.
وفي 15 مايو، كان من المقرر تنظيم مسيرة تأييدًا للقضية الفلسطينية داخل حرم جامعة أمستردام، إلا أنه ومع إعلان شركة بوكينج عن تنظيم فعالية في ذات اليوم، قرر القائمون على المسيرة نقلها إلى مقر الشركة. ورغم عدم تنظيم أي مظاهرات في اليوم التالي، إلا أن مدخل حرم رويترسايلاند تعرض للتّشويه بالطلاء الأحمر، وهو أمر تكرر حدوثه خلال المظاهرات السابقة.
وفي 17 مايو، تجمّع مجموعة من المُحتجين داخل أحد مباني جامعة أمستردام، في محاولة لإقامة مُخيّم جديد،  إلا أن قوات مكافحة الشغب سرعان ما تدخلت لفضّ التجمّع الذي لم يستمر لأكثر من ساعة. وانضمت مجموعة من الطلاب المُشاركين في الاحتجاج إلى مسيرة أخرى في مكان آخر من المدينة، وتوجهوا مع المُحتجين إلى ستوبيرا، حيث حاولوا الاعتصام،  قبل أن تتدخل شرطة مكافحة الشغب مُجددًا لفضّ الاعتصام، وإلقاء القبض على شخص واحد على الأقل.

### 18-29 مايو: احتجاجات لاحقة
في 25 مايو، نظّم حوالي مئة شخص مُظاهرة سلميّة في مبنى جامعة أمستردام في سبوي، مُنددين بعمدة أمستردام فمكا هالسما، والدعم الأمريكي لإسرائيل، وغيرها من القضايا. وشارك المُحتجون في مسيرة جابت أوترختسيسترات، وانتهت عند أوستيندي، حيث أُعلن عن تحويل المبنى إلى ما أُطلق عليه اسم "جامعة غزة"، تيمنًا باسم شادية أبو غزالة. واختتمت سلسلة الاحتجاجات بوقفة نظمها موظفو جامعة أمستردام في 28 مايو، دعمًا للقضية الفلسطينية.

## الخسائر
الإصابات (9+)
رغم أن الأحزاب البلدية حزب اليسار الأخضر، وحزب العمل، وحزب الديمقراطيون 66 في أمستردام قد طلبت توضيحًا بشأن عدد المتظاهرين والمارة المصابين، ورغم تقارير وسائل الإعلام المتنوعة والإصابات، فإنه من غير المعروف عدد المتظاهرين الآخرين الذين قد يكونون قد أصيبوا. تشمل الإصابات على الأقل متظاهرًا واحدًا وضابط شرطة واحدًا خلال الليلة بين 6 و7 مايو، ومتظاهرين اثنين وخمسة ضباط في 8 مايو.
المعتقلون (210+)
169 في الليلة بين 6 و7 مايو،  و36 في 8 مايو،  و3 في 9 مايو،  و1 في 13 مايو،  و1 في 17 مايو.

## أنظر أيضا
- مظاهرات الجامعات الأمريكية المؤيدة لفلسطين
- قائمة الاحتجاجات المؤيدة لفلسطين في الجامعات في هولندا 2024

## ملحوظات
1. ↑  يشمل هذا الرقم التقديري فقط الأضرار التي لحقت بممتلكات جامعة أمستردام خلال الأسبوع الأول من الاحتجاجات. ولا يشمل هذا الرقم الأضرار التي لحقت بممتلكات البلدية والشركات المجاورة والأفراد.[1]